# トゥーナ・エル・ガバル
座標: 北緯27度46分30.00秒 東経30度44分25.01秒 / 北緯27.7750000度 東経30.7402806度

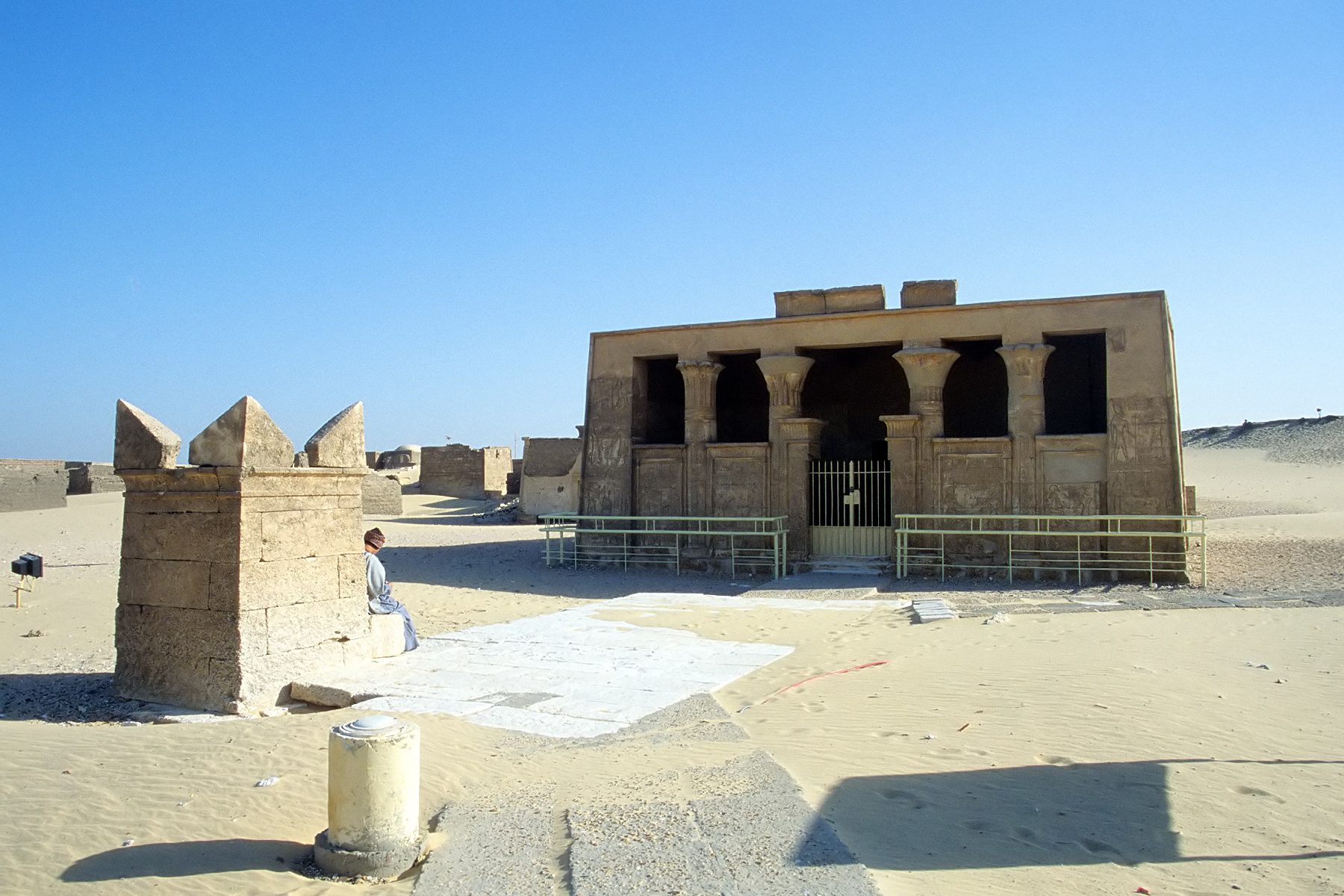
Tuna el-Gebel, Egypt

トゥーナ・エル・ガバル（Tunah Al-Gabal）は、エジプト・アラブ共和国の中部ミニヤ（Minya）県にあり、首都カイロから南方約260キロのにある墓地遺跡（ネクロポリス）。
2018年2月から発掘調査が実施され、2019年2月2日、良好な状態で保存されていた2000年以上前のミイラ40体超が報道陣に公開された。ミイラは古代エジプトのプトレマイオス朝時代（紀元前323 - 30年ごろ）のものとみられる。墳墓は地下9メートルの深さにあり、墓室は6つ以上ある。40体超のミイラは崩れかけた墓室の床に横たえられていたり、ふたのない陶棺に入れられたりしており、12体は子ども、6体は動物で、残りは全て成人男女のものだった。エジプト考古省によれば、中産階級の一族のものとみられる。動物のミイラはほとんどが犬であり、当時のペットへの愛情が示されている。エジプトのミイラの多くは古代エジプト時代に製造されており、アレクサンドロス大王の部将だったプトレマイオス1世が建国したプトレマイオス朝エジプトでも、ミイラづくりは続けられた。